# John H. Hubbard
John Hamal Hubbard (6 d'octubre de 1945) és un matemàtic estatunidenc, conegut per les seves contribucions, juntament amb Adrien Douady, a l'estudi del conjunt de Mandelbrot, la connexitat del qual és un dels resultats més importants dels dos matemàtics.
Estudiant d'Adrien Douady, el 1973 es doctorà a la Universitat de París XI amb un Doctorat d'État; el seu treball de tesi, Sur les sections analytiques de la courbe universelle de Teichmüller, fou publicat per l'American Mathematical Society. Hubbard ha fet recerca en una varietat de camps d'investigació que s'estén des de l'anàlisi complexa fins a la geometria diferencial, amb especial èmfasi en la dinàmica complexa, d'on ha publicat nombrosos articles i llibres.
Actualment és professor de la Universitat Cornell i de la Universitat de la Provença.